# Grayhound
Grayhound est une réplique d'un ancien lougre corsaire du XVIIIe siècle portant le même nom.

## Histoire
Cette réplique du lougre Grayhound de 1776 a été lancée en 2012 en rade de Plymouth. Elle a été construite par ses propriétaires Marcus Rowden et Freya Hart aidés par des amis et des sponsors.
Grayhound effectue des croisières et embarque des passagers en voilier-charter au départ du port de Penzance pour les Îles Scilly. Depuis 2014 il est aussi affrété par la TransOceanic Wind Transport (TOWT) pour le transport de marchandises à la voile (Muscadet de Nantes,...).
Il participe à de nombreuses fêtes maritimes sur le littoral français : Temps fête Douarnenez 2014, Brest 2016 et Temps fête Douarnenez 2018.

## Caractéristiques techniques
Ce lougre porte 3 mâts : un mât de misaine incliné sur l'avant portant une voile au tiers et jusqu'à deux huniers ainsi qu'un foc en bout-dehors, un grand mât central incliné arrière portant une voile au tiers et deux huniers, un mât d'artimon incliné arrière portant une voile au tiers sur queue de malet.
|              |
| Le Grayhound |

|                           |
| TOWT-Transport à la voile |

|                            |
| Temps fête Douarnenez 2018 |